# 宇文正
宇文正（1964年7月16日—），本名鄭瑜雯，生於台灣基隆，籍貫福州林森縣，臺灣作家，現為《聯合報》副刊組主任。
其筆名「宇文正」是來自旅居國外求學時用本名「鄭瑜雯」翻成英文名字「Yuwen Cheng」(瑜雯·鄭)。而出創作小說時，希望隱身作品之後，遂以英文唸法中譯，而創出如此中性的筆名。當她開始投入創作，便選擇小說的形式，因為隱身在小說之後，讓她感受到最大的自由。而這個筆名，也常讓人在未見其人時，誤認他為男性，甚至以為她是鮮卑族後裔。

## 生平
宇文正從小住基隆暖暖，小學五年級前都住在碇內影劇六村，眷村的人情與生活令其印象深刻且影響深遠。而後舉家遷居到汐止與南港交界。。高中聯考結束的暑假閱讀《紅樓夢》，此後高中三年廣泛閱讀《三國演義》、《西遊記》、《水滸傳》、《儒林外史》等中國古典小說，對於《紅樓夢》最為鍾情。又受高中好友影響，開始閱讀外國翻譯小說，第一個喜歡的作家即是赫曼·赫賽。
宇文正自述曾閱讀司馬中原《啼明鳥》，對於作品中的東海校園，十分神往，因而選擇了東海大學。就讀大學時養成寫作習慣，當時便經常參加校內文藝比賽得獎，嶄露創作天分。初入哲學系，大二時轉入中文系，修習楊西華教授「短篇分析」課程，開始接觸魯迅、沈從文、張愛玲等現當代中國小說作家與作品。
大學畢業後，投入記者生涯，採訪過財經、運動、時尚、文化等領域，為了真正創造自己想寫的文字，加以沉澱，赴美留學。
1993年，自美國留學返台，偶然接觸村上春樹《迴轉木馬的終端》，深受吸引，而後持續追尋村上作品。2004年，正逢琦君返台，便受作家林黛嫚之託，專訪琦君，寫作傳記，因此重讀琦君全部作品，得以重溫自少年時對於文學世界最初的觸動。
宇文正自幼便極喜愛琦君作品，因此散文風格頗受影響。其生活散文觀察細膩，慣常展現慧黠、輕柔的筆調，頗有女性作家的特色。不過，她不願被侷限在閨閣文學的範圍
；小說作品擅長書寫都會男女的愛情主題，筆法乾淨俐落，而在敘事節奏常有淡淡哀愁。透過簡單的文字，便能使人物形象清楚顯露。
而她自言，最喜歡的現代中國作家為錢鍾書、張愛玲、金庸，最喜歡的外國作家為赫曼·赫賽（Hermann Hesse)、索爾·貝婁(Saul Bellow)與米蘭·昆德拉(Milan Kundera)。

## 學歷
- 美國南加大東亞語言與文化研究所碩士
- 東海大學中文系

## 經歷
- 風尚雜誌主編
- 中國時報文化版記者
- 漢光文化公司編輯部主任
- 電台「民族樂風」節目主持
- 聯合報副刊部主任

### 編輯工作
宇文正曾任職於中國時報文化版記者，而後又擔任漢光文化公司編輯部主任、「明日工作室」編輯。1999年進入聯合報。2007年8月，因聯合報副刊主編陳義芝辭卸，接任副刊主任。其編輯生涯的體驗、心路歷程、臺灣報紙副刊的發展歷程，集結為作品《文字手藝人：一位副刊主編的知見苦樂》。

## 作品

### 短篇小說集
- 《貓的年代》，遠流1995
- 《台北下雪了》，遠流，1997
- 《袋鼠女人的真愛手札》，藍瓶子出版，2000
- 《幽室裡的愛情》，九歌，2002
- 《千金百分百》，平裝本，2003
- 《台北卡農》，聯合文學，2008
- 《宇文正短篇小說集》，台灣商務印書館，2008
- 《微鹽年代‧微糖年代》，遠流，2017

### 長篇小說
- 《在月光下飛翔》，大地出版社，2000

### 散文集
- 《新媽和蘋果籽》，藍瓶子，1999
- 《這是誰家的孩子》。經典傳訊文化，2001
- 《顛倒夢想》，九歌，2003
- 《我將如何記憶你》，九歌，2008
- 《丁香一樣的顏色》，聯合文學，2011
- 《庖廚食光》，遠流，2014
- 《負劍的少年》，有鹿文化，2014
- 《那些人住在我心中》，麥田，2016
- 《文字手藝人--一位副刊主編的知見苦樂》，有鹿文化，2017
- 《我們的歌--五年級點唱機》，有鹿文化，2021

### 詩集
- 《我是最纖巧的容器承載今天的雲》

### 傳記
- 《永遠的童話─琦君傳》，三民，2006

### 兒童文學

#### 繪本
- 《小靜想飛》，三民，2009

#### 其他
- 《愛的發條--第一次帶媽媽上街》，三民，2005
- 《兒童文學叢書：三國演義》，三民，2013

### 其他
《文字手藝人：一位副刊主編的知見苦樂》，有鹿文化，2017

### 編輯
- 《喜歡生命:宗教文學獎得獎作品精選》，2006，九歌
- 《99年散文選》，九歌，2011
- 《我們這一代：七年級作家》，麥田，2016

## 獎項
- 2006年，95年度中國文藝協會文藝獎章。
- 2014年，《庖廚食光》，時報開卷十大美好生活書。
- 2015年，第十二屆「講義最佳年度作家獎」

## 宇文正研究

### 學位論文
- 蕭竹君，宇文正及其作品研究，2014，國立臺北教育大學台灣文化研究所碩士論文。
- 郭佩綺，宇文正散文研究，2021，國立中山大學中國文學系碩士論文。
- 陳曉寗，宇文正散文的家族書寫，2022，國立臺北教育大學語文與創作學系碩士論文。

### 期刊論文
- 高淑芬，《琦君傳》外說琦界：專訪傳記作者宇文正，幼獅文藝，629期，2006.05，頁92-95
- 李瑞騰，女性成長中的苦苦追尋--我讀宇文正小說《貓的年代》，文訊 83=121，1995.11，頁16-18

## 外部連結
- 國家圖書館-當代文學史料系統[永久]
- 宇文正臉書
- 小蟹沙灘－宇文正的顛倒夢想 部落格（页面存档备份，存于）